# Salvador Daza Palacios
Salvador Daza Palacios (Sanlúcar de Barrameda, Cádiz; 1961) es compositor, escritor e investigador español.

## Biografía
Doctor en Historia por la Universidad de Sevilla (2006). Comenzó sus estudios en el Conservatorio de Jerez de la Frontera, finalizando la especialidad de Piano y Composición en el Conservatorio Superior de Música de Sevilla. Asimismo realizó cursos de perfeccionamiento en Viena y en Italia, becado por el Ministerio de Cultura. Fueron sus profesores Luis Romero, José Manuel de Diego, Ramón Coll, Francisco García Nieto y Manuel Castillo.
Además de su labor docente como profesor de Conservatorio, actúa regularmente como pianista acompañante en numerosos conciertos y ha dirigido numerosas orquestas. Autor de medio centenar de composiciones musicales, sinfónicas y de cámara, algunas grabadas por RNE, TVE y Canal Sur.
Ha recibido diversas distinciones por su labor musical y artística, además de por su labor en el campo de la acción cultural, pues fue fundador de la Banda de Música “Julián Cerdán” de Sanlúcar de Barrameda (1980) y director de la misma durante cinco años así como de la asociación Juventudes Musicales, de la misma ciudad (1984) promoviendo la celebración de más de 300 conciertos.
Es colaborador de las revistas Hispania Sacra, Sanlúcar de Barrameda, Diferencias, Archivo Hispalense, Círqulo, Andalucía en la Historia, Música y Educación y Revista de Estudios Extremeños.

## Obra
- Joaquín Turina, cincuenta años de ausencia. Publicaciones del Conservatorio Superior de Música de Sevilla, 2000.
- Historia de la Banda Municipal de Música (1852-1967). Pequeñas Ideas Editoriales, 2001
- Cultura, Política y Sociedad en Sanlúcar de Barrameda: Historia de la Banda Municipal de Música (1852-1967). Centro de Documentación Musical de Andalucía, 2008.[5][6]
- La música en la memoria, Bubok Publishing, S.L. 2011.
- Sanlúcar de Barrameda durante la Guerra de la Independencia. Editorial Renacimiento. Ulises, 2014.[7]
- La Inquisición en Sanlúcar de Barrameda,  Editorial Renacimiento. Ulises, 2017.[8]

En colaboración con María Regla Prieto:
- Proceso criminal contra Fray Pablo de San Benito en Sanlúcar de Barrameda (1774),  1998.
- Proceso criminal contra fray Alonso Díaz (1714) ( Universidad de Sevilla, y 2000),
- De la Santidad al crimen: Clérigos homicidas en España, 1535-1821 (Ed. Espuela de Plata, Sevilla, 2005)
- Lucifer con hábito y sotana: Clérigos homicidas en España y América 1556-1834. (Editorial Renacimiento, Espuela de Plata, 2013).[9]
- Sangre en la sotana: Clérigos homicidas en la España Moderna y Contemporánea. (Espuela de Plata, 2020).[10]

Repertorio musical:
- Himno a Chipiona, 1990.
- Santa María de Humeros,1992.[11]
- Caudrivium, 1993.
- Angustias de Sanlúcar, 1997.
- Cinco Piezas Breves, 1998.[12]
- Nazareno del Consuelo, 2003.
- La Rosa de la Maestranza, pasodoble, 2004.
- Las sevillanas de mi novio (letra del poeta Joaquín Márquez), 1991.
- Sonatina del Guadalquivir (piano), 2004.
- Concertante, 2013.
- Luciferi Fanum, 2013.
- Bourge para Cuarteto de saxofones, 2014.
- Bourge pour Daniel para Cuarteto de trompas, 2014.
- Concertante 2, 2014.
- Cuadrivium para Cuarteto de saxofones  Primera Parte, , 2014.
- Cuadrivium para Cuarteto de saxofones  Segunda Parte, 2014.
- Cuadrivium para Cuarteto de saxofones  Tercera Parte, 2014.
- Cuadrivium para Cuarteto de saxofones  Cuarta Parte, 2014.
- Himno del V Centenario de la Primera Circunnavegación, 2014.[13]
- El espíritu del pecado (flauta y guitarra), 2016.